# Вышне-Ладичковце
Вышне-Ладичковце (словац. Vyšné Ladičkovce) — село и одноимённая община в районе Гуменне Прешовского края Словакии. В письменных источниках начинает упоминаться с 1427 года.

## География
Село расположено в юго-восточной части края, в южной части Низких Бескид, в долине реки Ладичковый поток, при автодороге 3843. Абсолютная высота — 243 метра над уровнем моря. Площадь муниципалитета составляет 15,4 км².

## Население
| Год:                | 1994 | 2004    | 2014     | 2024     |
| ------------------- | ---- | ------- | -------- | -------- |
| Количество человек: | 262  | 236     | 206      | 180      |
| Разница:            |      | −9,92 % | −12,71 % | −12,62 % |

По данным последней официальной переписи 2011 года, численность населения Вышне-Ладичковце составляла 217 человек.